# Andrew McMahon
Andrew Ross McMahon, né le 3 septembre 1982 à Concord dans le Massachusetts est un chanteur-compositeur membre des groupes Something Corporate et Jack's Mannequin.

## Biographie

### Premiers pas dans la musique
Andrew McMahon pratique le piano depuis ses 8 ans. En 1991, il s'installe avec sa famille à Bexley dans l'Ohio pour rentrer à la Cassingham Elementary School. Il y devint une légende locale pour avoir interprété des solos de piano avant même de savoir lire une partition. Après un second déménagement dans le comté d'Orange en Californie où il entra à la Dana Hills High School, il fonda son premier groupe "Left Here" en 1997 avec ses amis qui deviendront les futurs membres de Something Corporate à savoir Kevin Page à la basse et Brian Ireland à la batterie.
Bien qu'ils remportèrent un concours de musique local, le groupe ne tardera pas à se dissoudre. McMahon quant à lui réalisera son premier album éponyme Andrew McMahon contenant 4 morceaux avec l'aide de quelques amis dont notamment le guitariste Josh Partington. Après avoir été rejoint par Reuben Hernandez, un autre guitariste, le quintette formera le groupe de piano-rock Something Corporate en 1998.

### Something Corporate
Mené par McMahon, Something Corporate enregistre leur premier album démo Ready... Break en 2000 qui aboutira à un accord d'enregistrement avec le label d'indie-rock Drive-Thru Records. Ainsi, Drive-Thru produira le second opus du groupe: l'EP Audioboxer l'année suivante. La voix de McMahon, ses compositions ainsi que ses aptitudes au piano permirent à l'album de recevoir des critiques élogieuses et attira l'attention de la MCA (Music Corporation of America) (devenu Geffen records), le distributeur de Drive-Thru Records. Grâce à l'accord obtenue avec leur label, le groupe enregistre leur second album Leaving Through the Window sous les labels MCA et Drive-Thru Records en mai 2002.
Le groupe a promu l'album en effectuant une tournée aux États-Unis et en accompagnant le groupe New Found Glory (dont le chanteur, Jordan Pundik était l'ancien colocataire de McMahon) sur leur tournée européenne.
La sortie de l'album North fit également l'objet d'une tournée en 2003 accompagné de groupes tels que 311, Good Charlotte ou encore Yellowcard.

### Jack's Mannequin
L'impulsion initiale du projet solo d'Andrew McMahon Jack's Mannequin fut "Locked Doors", un morceau enregistré en décembre 2003 qui, selon lui, était trop différent des précédents titres de Something Corporate pour qu'elle en soit l'une de leurs chansons. Il réalisa alors que, si jamais il décidait de le sortir, il le ferait plutôt sur un album solo plutôt que sur un album du groupe.
Ce projet ne semblait plus être d'actualité jusqu'à la fin de l'été 2004 où McMahon ainsi que les autres membres de Something Corporate étaient épuisés de longs mois de tournée. C'est alors que le groupe décida de faire une pause temporaire. Pendant ce break, McMahon enregistra un titre avec le groupe Hidden in Plain View sur leur album  Life in Dreaming en tant que pianiste en assurant également les chœurs, ainsi que deux morceaux sur l'album de Tommy Lee Tommyland: The Ride.
Pendant que l'autre compositeur et guitariste de Something Corporate Josh Partington créait son propre groupe Firescape, McMahon commença à écrire des morceaux en sachant qu'ils ne seraient pas assimilés à Something Corporate.
Dans le mois qui suivirent, il commença à enregistrer ces nouvelles chansons avec son producteur Jim Wirt à la guitare et à la basse tandis que McMahon était au piano et au chant. Plus tard, d'autres musiciens se joignirent à eux comme  Bobby Anderson (en) de River City High et Something Corporate ainsi que Tommy Lee à la batterie. Le nom du projet, à savoir Jack's Mannequin vient du titre de l'une de ses chansons "Dear Jack", écrite au sujet de l'un de ses amis  dont le frère était atteint d'une leucémie infantile, mais qui en fin de compte ne sera pas retenue sur la version finale de l'album.
En mars 2005, Jack's Mannequin alors composé d'Andrew McMahon au chant et au piano, de Jon Sullivan à la basse, de Bobby Anderson (en) ainsi que de Jacques Brautbar (ancien membre de Phantom Planet) à la guitare et de Jay McMillan (ancien membre de River City High) à la batterie, donnèrent leur premier concert au Molly Malone's Irish pub à Los Angeles en Californie.

### La lutte contre la leucémie
Le 26 mai 2005, trois mois avant la sortie du premier album de Jack's Mannequin Everything in Transit, McMahon fut forcé d'annuler tous ses concerts prévus. En effet, après un banal examen médical due à une probable laryngite, il fut admis dans un hôpital de New York où on lui diagnostiqua une leucémie lymphoblastique aiguë le 1er juin 2005. La maladie ayant été diagnostiquée très tôt, ses médecins eurent bon espoir d'un rétablissement complet. À la suite de cela, de nombreux fans commencèrent à récolter des fonds pour sensibiliser l'opinion publique au sujet de la leucémie dont notamment le site de musique AbsolutePunk.net qui commercialisa un bracelet orange avec l'inscription "I Will Fight", extrait de la chanson "Watch The Sky" de Something Corporate McMahon a déclaré à plusieurs reprises que "Watch The Sky" était la chanson qu'il avait écrit qu'il préférait. L'opération rapportera 20 000 $ et le bracelet s'écoula à près de 6 000 exemplaires, l'intégralité de la somme récolté fut reversée à la Pediatric Cancer Research Foundation.
Au cours des deux mois suivants, McMahon reçut divers types de traitement tout en mettant à jour son blog pour garder ses fans informés de l'évolution de son état. Le 23 août 2005, le jour de la sortie d'Everything in Transit, il reçut une transplantation de cellules souches provenant de sa sœur ainée Katie McMahon. Pour la remercier, il finit d'écrire une chanson commencée en 2004, quand sa sœur était elle-même à l'hôpital, "Katie". Bien que McMahon ait enregistré le morceau avec Something Corporate, il a été finalement interprété par Jack's Mannequin lors d'un concert le 7 novembre 2006 à Cleveland dans l'Ohio au cours duquel Katie était présente. En octobre 2005, McMahon enregistra une chanson de Noël intitulée "The Lights and Buzz" publiée par le site musical iTunes Store un mois plus tard.
Le 2 décembre 2005, McMahon célébra le 100e jours depuis sa greffe en donnant son premier concert privé depuis 6 mois à Los Angeles. Sa première apparition publique eut lieu 10 jours plus tard au "Gimme Shelter'05", un concert au profit de la lutte contre le cancer au Roxy à Los Angeles. Après cet événement, le label Maverick Records débuta une campagne de promotion pour l'album Everything in Transit incluant notamment des apparitions télévisuelles de McMahon dans: le Jimmy Kimmel Live, un épisode de la série TV Les Frères Scott, le Last Call with Carson Daly, le Steven's Untitled Rock Show ainsi que dans le The Late Late Show with Craig Ferguson. Il tourna également dans le second clip du groupe pour le morceau "The Mixed Tape" qui atteignit la première place au VSpot Top 20 Countdown (classement des meilleurs clips musicaux américains) le 9 juin 2006. Simultanément, le groupe Jack's Mannequin débuta sa tournée de 2 mois autour des États-Unis avec le groupe Of A Revolution.
En juillet 2006, McMahon fonde sa propre association, "The Dear Jack Foundation", pour récolter des fonds au profit de la recherche contre le cancer.
Le 9 juillet 2006, il annonce durant son concert avec Jack's Mannequin au festival Summerfest qu'il s'agit de son dernier jour de traitement. Peu de temps après, le second single de l'album, "Dark Blue" sort dans les bacs et fut suivi de la participation du groupe à la tournée de Panic! at the Disco aux États-Unis ainsi qu'au Canada durant plus d'un mois.

### Airport Tapes Ands Records
Airports Tapes and Records est le nom du label lancé par Andrew McMahon et son manager, surnommé Casper, en 2006. Ils ont signé le groupe Treaty Of Paris en mars 2007. Le premier album du groupe, Sweet Dreams, Sucker est sorti le 25 septembre 2007.

## Discographie
- Albums réalisés avec Something Corporate
  - Ready... Break (2000)
  - Audioboxer (2001)
  - Leaving Through the Window (2002)
  - Songs for Silent Movies (2003)
  - North (2003)
  - Fillmore Theatre: November 5th, 2003 (2004)
- Albums réalisés avec Jack's Mannequin
  - Everything in Transit (2005)
  - The Glass Passenger (2008)
- Album solo
  - Andrew McMahon (1999)
  - Andrew McMahon in the Wilderness (2014)
- Participation sur d'autres albums
  - Piano sur "Halcyon Daze" paru sur Life in Dreaming de Hidden in Plain View (2005)
  - Chœurs sur "Hello Again" et "I Need You" parus sur Tommyland: The Ride de Tommy Lee (2005)
  - Piano sur "Fairfax" paru sur You Can Hold Me Down de William Tell (2007)
  - Piano sur "Saved" paru sur No Really, I'm Fine de The Spill Canvas(2007)